# Saint Paulin

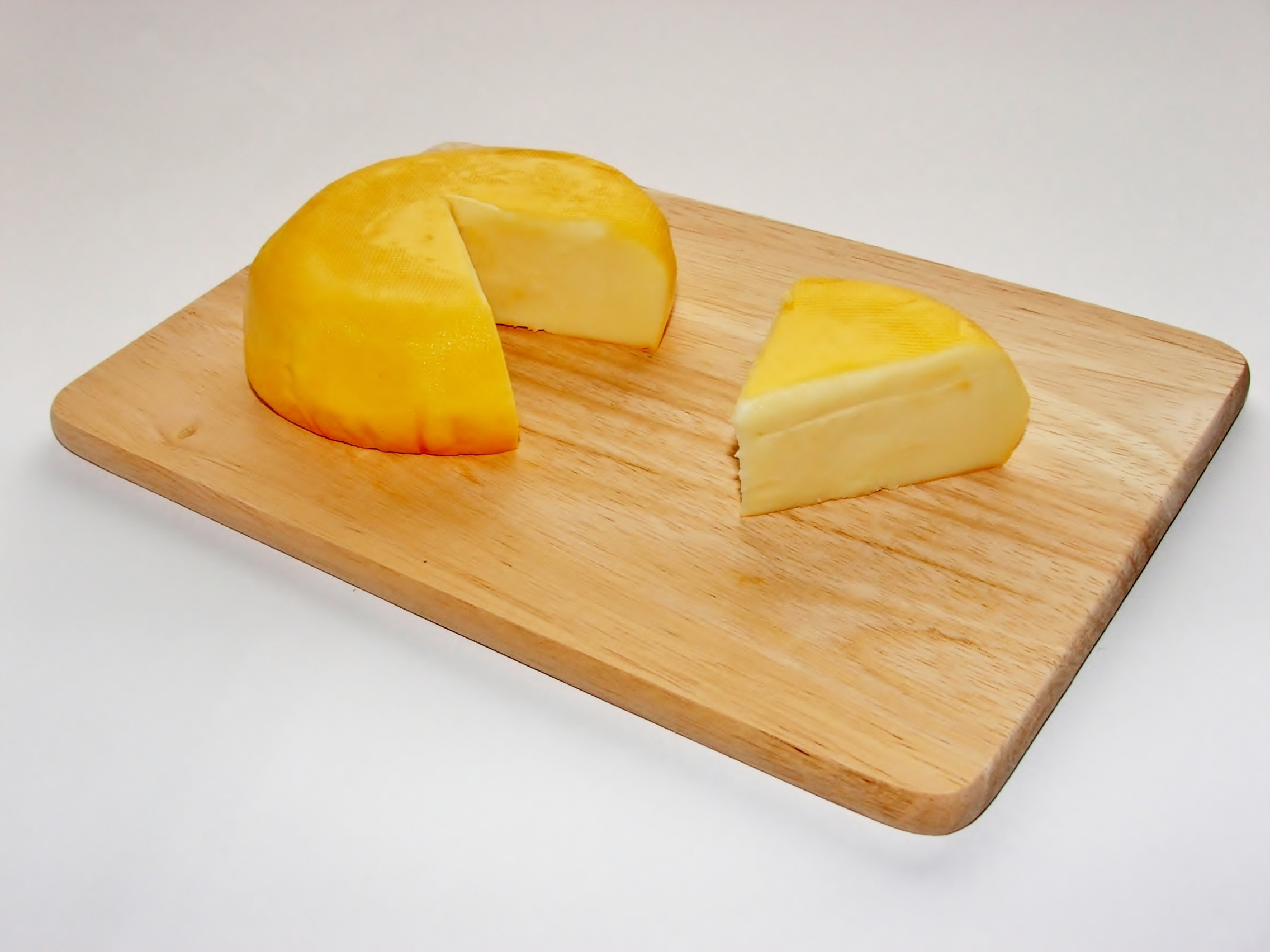
Saint Paulin

Saint Paulin jest kremowym, łagodnym, pół-miękkim serem francuskim wytwarzanym z pasteryzowanego mleka, pierwotnie wytwarzanym przez mnichów Trapistów. Ser ten podobny jest do havarti oraz sera esrom i jest często serwowany z owocami lub lekkim winem. Oryginalny Saint Paulin posiada żółto-pomarańczową skórkę i dojrzewa około czterech tygodni.